# Пікет на підтримку України (Естонія)
Пікет на підтримку України (ест. Pikett Ukraina toetuseks) — безстрокова акція, започаткована в естонській столиці у жовтні 2014 року та підтримувана естонською громадською організацією «Підтримай Україну» (ест. MTÜ Toeta Ukrainat), а також естонськими політиками, громадськими і культурними діячами, такими як Тармо Круусімяе (ест. Tarmo Kruusimäe), Антс Ерм (ест. Ants Erm), Марі-Анн Келам (ест. Mari-Ann Kelam) та Айвар Ківісів (ест. Aivar Kivisiv).

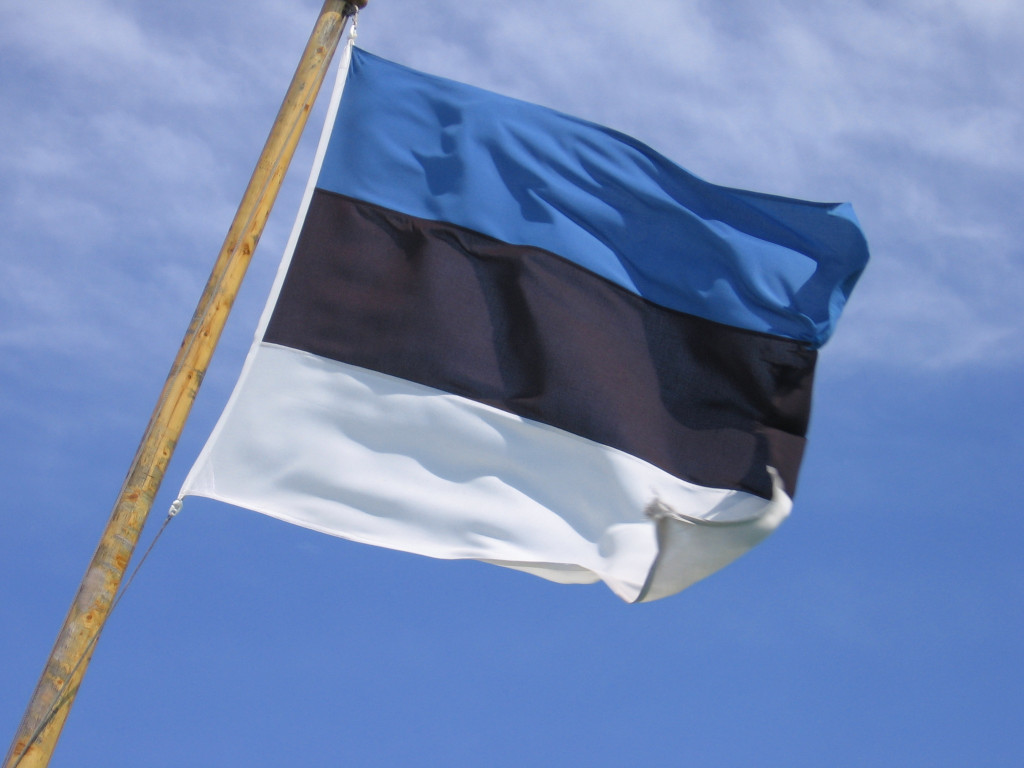
Прапор Естонії

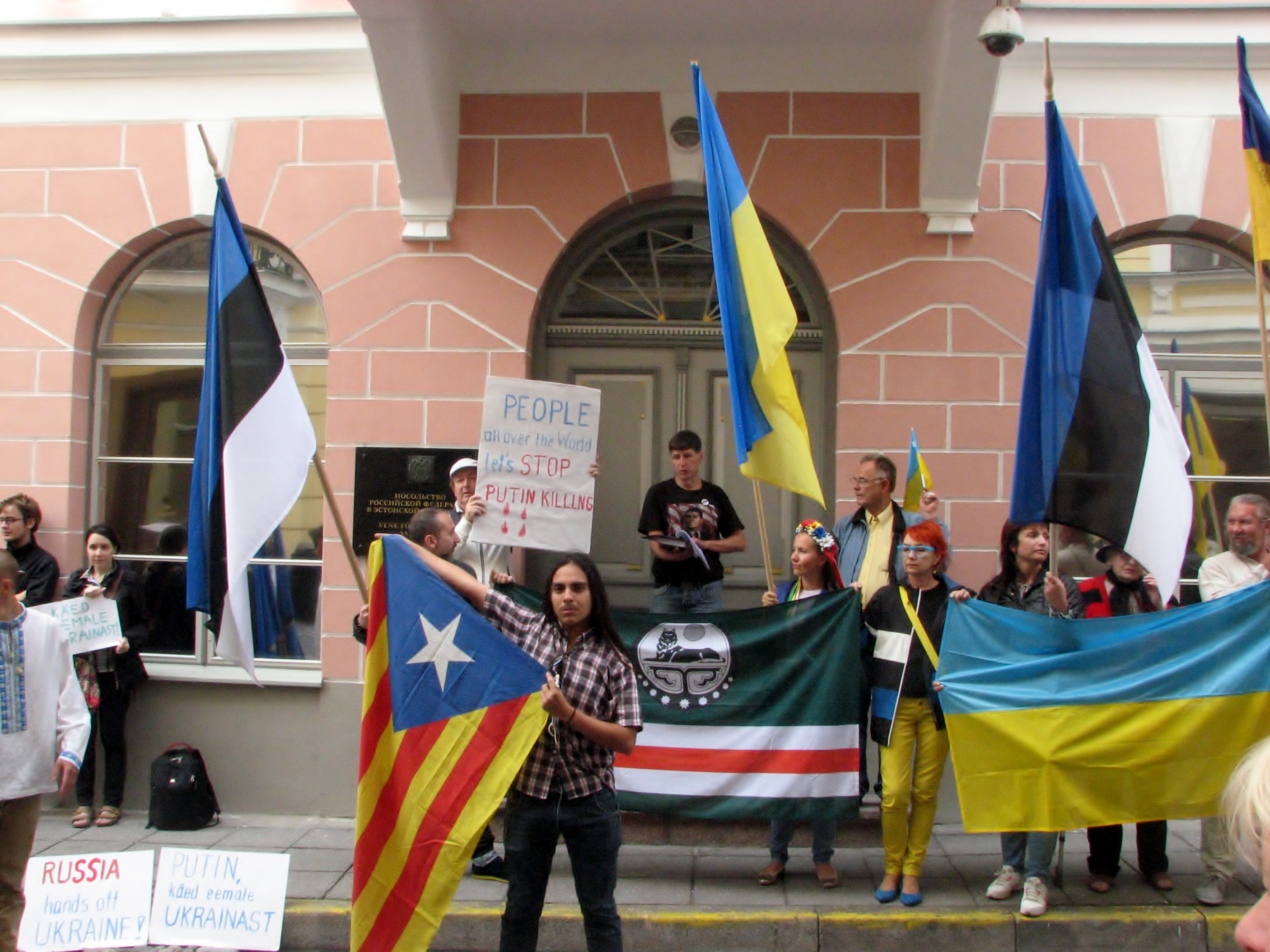
На фото Айвар Ківісів виступає з промовою, ліворуч від нього один з організаторів пікету Антс Ерм
Фотограф: Ave Maria Mõistlik, 23.08.2014

В пікеті реґулярно беруть участь представники і представниці української діаспори в Естонії, такі як Лідія Лаане (ест. Liidia Laane). Зрідка до пікету приєднуються керівники і керівниці громадських організацій естонських громадян українського походження та інші особи.
Пікет відбувався щотижня (до 2017 р. щосереди, згодом — щочетверга) з 16:00 до 17:00 перед Посольством РФ в Таллінні (вул. Pikk, 19). Пікет закінчено 12.03.2020 р. через епідемічну ситуацію з COVID-19. Після закінчення особливого стану пікет відновився (04.06.2020).

## Мета пікету та основні гасла
Хоч учасники дещо по різному формулюють у публічних виступах мету пікету, спільними рисами є моральна підтримка України в її боротьбі та донесення інформації про російсько-українську війну до звичайних людей, зокрема туристів, які весь час присутні в центрі Таллінна.

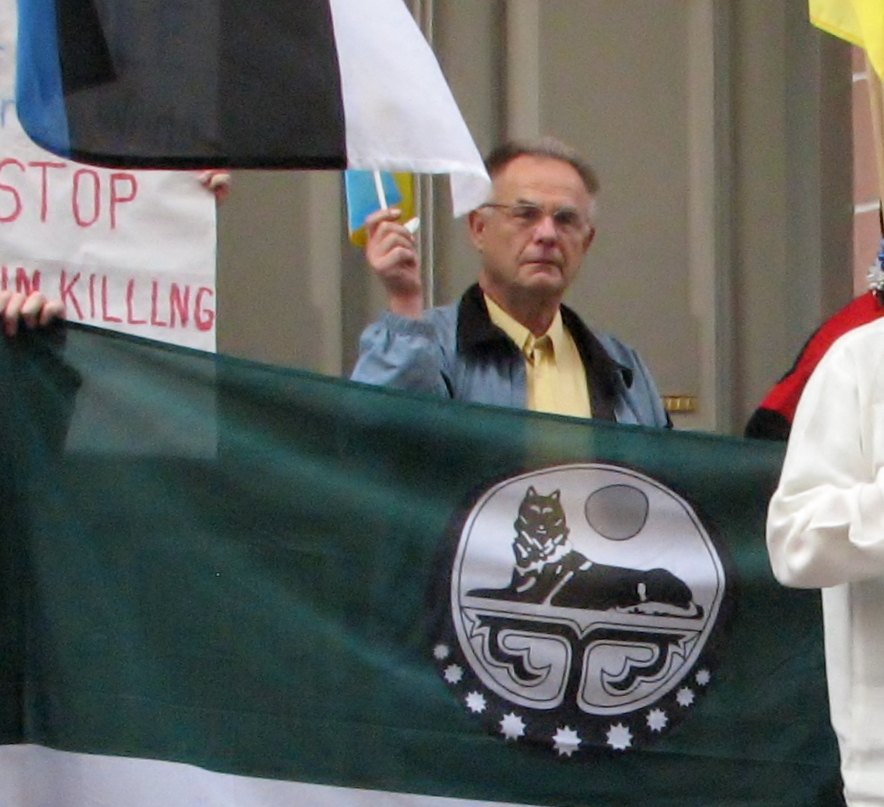
Антс Ерм на пікеті перед посольством РФ в Естонії
Фотограф: Ave Maria Mõistlik, 23.08.2014

Антс Ерм так описує свою мотивацію:
| «Нас часто питають: ‚Чого ви тут стоїте, це не змінить нічого?‘ Ми не є наївними, щоби думати, що ми скинемо Путіна! Цього ми не зможемо, але ми можемо морально підтримати тих, хто справді на війні з путінською Росією. Нас тисячі в сотнях міст по всьому світі. Ми посилаємо українцям та всьому світові реальний сиґнал, що українці не самотні в своїй боротьбі. Ми посилаємо сиґнал, що вони разом з нами тримають зброю проти аґресора, що ми з тими, чиї сини та батьки, матері та доньки на лінії фронту захищають батьківщину від небезпеки — і що навіть сьогодні в Україні гинуть люди від куль окупантів» Оригінальний текст (ест.) «Meilt on sageli küsitud: 'Mis te siin seisate, see ei muuda ju midagi?'. Ei ole me keegi nii naiivsed, et arvaksime, et meie kukutame Putini! Seda me ei suuda, aga oleme suutnud toetada moraalselt neid, kes on Putini Venemaaga reaalselt sõjas. Meiesuguseid on maailmas tuhandeid sadades linnades. Oleme saatnud ukrainlastele ja kogu maailmale reaalse sõnumi, et ukrainlased ei ole oma võitluses üksi. Oleme saatnud sõnumi, et nad peavad meiega ühist võitlust agressori vastu, et oleme nendega, kui nende pojad ja isad, emad ja tütred on rindel kodumaad kaitstes pidevas surmaohus – ka täna veel hukkuvad Ukrainas inimesed okupantide kuulide läbi» |
Тармо Круусімяе:
| «Я думаю, що користь тут подвійна. По перше, українському народові приємно, що про них не забули в ці важкі часи. Що хтось, хтось в одній зі столиць ЄС відкрито тисне на дипломатів. Це помічають українці, вони вдячні, що ми є послідовними та цілеспрямованими […] Але з іншого боку є те, що люди, так би мовити, які по світі сидять в кріслах, і ті, які задоволені світом, можуть бути в курсі подій, бо ми виконали наш священний обов’язок, і їм не потрібно вставати з крісла і вони можуть помагати міняти світ через соціальні медії» Оригінальний текст (ест.) «Ma arvan, et kasu on kahepoolne. Esmalt on Ukraina rahval hea meel, et neid ei ole unustatud, sel raskel ajal. Et keegi ja, et keegi ühe Euroopa liikmesriigi pealinnast avaldab diplomaatilist survet. See on ukrainlaste poolt tunnustatud, nad on tänulikud, et oleme südikad ja sihikindlad […] Aga teine pool on see, et siis saavad niiöelda tugitoolis istuvad maailma nabad ja muidu rahuldustundega maailma asjadega kursis olevad inimesed teada, et meie oleme oma püha kohuse täitnud ja nad ei pea tugitoolist püsti tõusma ja saavad maailma asju läbi sotsiaammeedia korraldada» |

### Гасла солідарності
Учасники і учасниці пікету солідаризується з іншими акціями, які відбуваються в світі на підтримку України в контексті російської аґресії, а саме:
- Stop Putin! Stop war![4]
- англ. Liberate Crimea! та ест. Krimm vabaks (міжнародна акція «Об'єднані прапором»)[5],[6]
- Крим — це Україна![4]
- Свободу Савченко! та англ. Free Savchenko! (до звільнення Надії Савченко)[7]
- Свободу Сенцову! та англ. Free Sentsov! (до звільнення Олега Сенцова)[8]

Крім того, час від часу до пікету приєднуються зі своїми гаслами представники чеченської та грузинської діаспор в Естонії, а також антипутінські налаштовані громадяне Росії.

### Інші гасла
- англ. Wake up Europe! Putin — evil!
- рос. Нет, нет, Совет — да, да, свобода!
- рос. Свободу политзаключённым!
- Свободу кримським татарам!
- рос. Путин — пират Азовского моря!
- рос. Гитлер — капут и Путин — капут! Аминь!
- Слава Україні! Героям Слава!
- Російські війська геть з України! (ест. Vene väed Ukrainast välja!)
- Хай живе Естонія! Хай живе Україна! (ест. Elagu Eesti! Elagu Ukraina!)
- рос. Рашизм не пройдёт![4]

## Пікет та політичні партії Естонії
Попри те, що в естонському Парламенті панує політичний консенсус щодо підтримки України та її територіальної цілісності, у пікеті послідовно беруть участь тільки представники та представниці IRL,, та Vabaerakond,. Центристи, соціал-демократи, реформісти, а також праворадикальна партія EKRE не висловлювали публічної підтримки.